# DARPA Grand Challenge
Le DARPA Grand Challenge est une compétition organisée par la DARPA,  la Defense Advanced Research Projects Agency (agence américaine responsable des projets en recherche avancée pour la Défense), mettant en jeu des véhicules terrestres sans pilote et autonomes. Les deux premières années (2004 et 2005) les véhicules devaient parcourir un circuit dans le désert des Mojaves, et la troisième année (2007) un circuit en milieu urbain . La compétition fut renommée à cette occasion DARPA Urban Challenge.

## Darpa Grand Challenge

### Règles
Pour remporter le prix, l'équipe doit concevoir un véhicule qui :
- se déplace de manière autonome et parcourt le circuit en moins de 10 heures
- utilise le système de positionnement GPS et d'autres signaux disponibles pour les civils
- fonctionne de manière entièrement autonome, sans recevoir aucune commande lors de son parcours
- ne doit en aucun cas toucher de manière intentionnelle un autre véhicule de la compétition

### Édition 2004
L'édition 2004 mettait en jeu un prix de 1 million de dollars. Mais aucun véhicule n'a été en mesure de terminer le circuit long de 150 milles (241,4 kilomètres), suivant l'Interstate 15 (I-15).
Le favori avait pris feu au bout de 13 kilomètres, le buggy Sci Autonic s'était retrouvé coincé sur un talus et le camion de 16 tonnes TerraMax a été bloqué par un simple buisson.[réf. souhaitée]

### Édition 2005

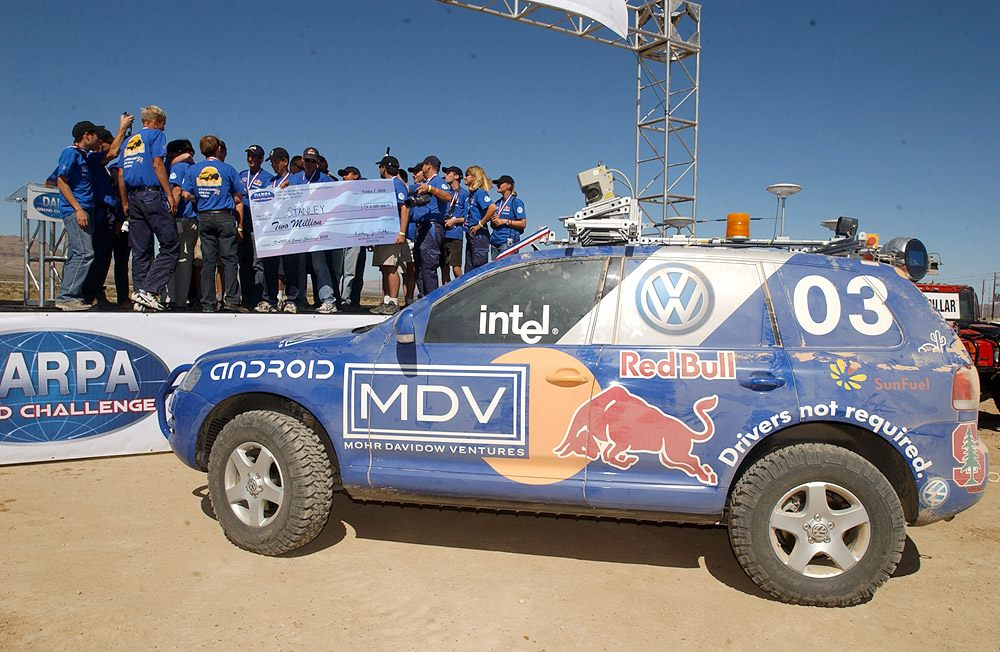
Remise du prix à l'équipe de Stanley

L'édition 2005 a vu le montant de son prix doubler. Et cette fois-ci, sur les 23 véhicules participant, 5 sont arrivés au bout, dont 4 dans les délais, fixés à moins de 10 heures. La course a commencé le 8 octobre à 6h40.
Le gagnant a été le véhicule de l'équipe d'ingénieurs de l'université Stanford en Californie, Stanley, un Volkswagen Touareg amélioré. Ce dernier a parcouru les 212,7 kilomètres en 6 heures 53 minutes et 8 secondes, à la vitesse moyenne de 30,7 km/h. Les suivants ont été :
- Sandstorm de l'Université de Carnegie Mellon, en 7 h 04 min 50 s à la vitesse de 29,9 km/h
- H1ghlander également de l'Université de Carnegie Mellon, en 7 h 14 min 00 s à la vitesse de 29,3 km/h
- Kat-5 de la société d'assurance The Gray Insurance Company, en 7 h 30 min 16 s à la vitesse de 28,2 km/h
- Terramax de la société Oshkosh Truck Company, en 12 h 51 min.

Ce dernier n'a pas été sur le podium car il a dépassé la limite des 10 heures.

## Darpa Urban Challenge: édition 2007

### Changement de décor
À la fin de l'édition 2005, le directeur de la DARPA Tony Tether, a indiqué qu'il était peu probable qu'une édition 2006 soit organisée. Car le but du Grand Challenge était d'accélérer le développement de ces technologies, pour les voir utilisées dans des applications viables, notamment au sein de l'armée. Ce qui était chose faite. Cependant, la DARPA a annoncé le 1er mai 2006 qu'une troisième édition aurait lieu. Renommée DARPA Urban Challenge, la compétition se déroule le 3 novembre 2007 et comme son nom l'indique, en milieu urbain.
Les véhicules devaient remplir des missions d'approvisionnement en parcourant 60 miles (un peu plus de 96 kilomètres) en moins de six heures, en s'intégrant en sécurité au trafic routier, respectant le code de la route sans signalisation routière particulière et évitant les obstacles qui pourraient surgir devant eux. Les équipes des trois premiers véhicules qui arriveraient dans les temps remporteraient respectivement 2 000 000, 1 000 000 et 500 000 dollars.

### La compétition

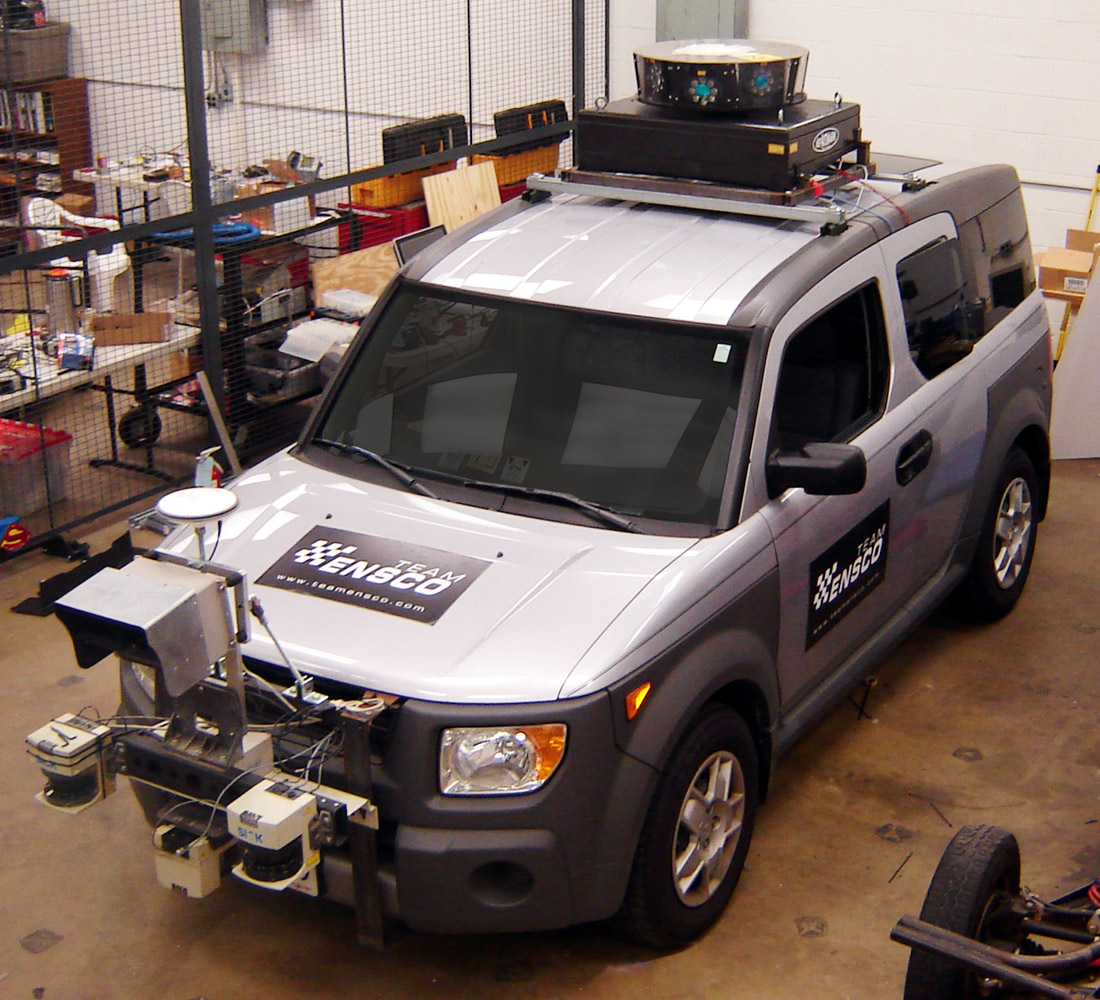
Un des véhicules de l'édition 2007

La compétition se déroule le 3 novembre 2007 sur une ancienne base de l'US Air Force à Victorville, à une centaine de kilomètres au nord-est de Los Angeles près du désert du Mojave . La semaine précédant le concours, des épreuves de sélection sont organisées pour les 35 véhicules engagés. Durant cette qualification les véhicules devaient notamment s'arrêter à des stops, effectuer des manœuvres de parking ou circuler au milieu d'un trafic de voitures conduites par des humains . Finalement, onze équipes ont réussi ces qualifications pour concourir à l'épreuve finale.
Parmi eux, six ont réussi à franchir la ligne d'arrivée mais seulement quatre dans le temps imparti de 6 heures. Le 4 novembre 2007, est annoncé le vainqueur, le 4x4 Chevrolet Chevy Tahoe, surnommé Boss, de l'université Carnegie-Mellon.

## DARPA Robotics Challenge
L'édition 2012 prend le nom de DARPA Robotics Challenge. L'objectif est de mettre au point un robot humanoïde capable d'exécuter des tâches complexes dans un environnement dangereux. Le prix à gagner est de 2 000 000 $.